# J3 League 2015
Die J3 League 2015 war die zweite Spielzeit der J3 League, der dritten Division der japanischen J. League. An ihr nahmen 13 Vereine teil. Die Saison begann am 15. März 2015 und endete am 23. November 2015.
Renofa Yamaguchi FC wurde als Aufsteiger Meister und stieg in die J2 League 2016 auf. Ihnen folgte wenig später FC Machida Zelvia, die in den Relegationsspielen gegen den Vorletzten der J2 League 2015, Ōita Trinita, erfolgreich waren.

## Modus
Die Vereine spielten insgesamt dreimal gegeneinander, davon mindestens einmal zuhause; ausgenommen hiervon war die J.-League-U-22-Auswahl, die ausschließlich Auswärtsspiele bestritt. Insgesamt ergaben sich so 36 Partien pro Mannschaft. Für einen Sieg gab es drei Punkte, bei einem Unentschieden erhielt jedes Team einen Zähler. Die Tabelle wurde nach den folgenden Kriterien erstellt:
1. Anzahl der erzielten Punkte
2. Tordifferenz
3. Erzielte Tore
4. Ergebnisse der Spiele untereinander
5. Entscheidungsspiel oder Münzwurf

Der Verein mit den meisten Punkten stieg am Ende der Saison direkt in die J2 League 2016 auf, der Zweitplatzierte spielte in zwei Relegationsspielen gegen den Vorletzten der J2 League 2015 um den Aufstieg in die J2 League.

## Teilnehmer
Am Ende der vorherigen Saison stieg Meister Zweigen Kanazawa in die J. League Division 2 2015 auf. Zweigen wurde durch den Tabellenletzten der J. League Division 2 2014, Kataller Toyama, ersetzt, die nach sechs Jahren in der zweiten japanischen Liga auf das dritte Level der Ligenpyramide zurückkehrten. AC Nagano Parceiro qualifizierte sich als Zweitplatzierter für die Relegationsspiele gegen den Vorletzten der J2, Kamatamare Sanuki, und verpasste den Aufstieg nach einem torlosen Unentschieden im Hinspiel durch eine knappe 0:1-Niederlage im Rückspiel.
Als Aufsteiger aus der Japan Football League 2014 wurde das außerordentliche J.-League-Mitglied Renofa Yamaguchi FC aufgenommen. Renofa erzielte als bestes Team unter den außerordentlichen Mitgliedern einen minimal zum Aufstieg notwendigen vierten Platz.
Wie im Vorjahr komplettierte ein U-22-Auswahlteam der J1- und J2-Vereine das Teilnehmerfeld. Diese Mannschaft, welche sich aus den besten Nachwuchsspielern der höherklassigen Vereine zusammensetzte, wurde mit Blick auf die Olympischen Sommerspiele 2016 in Rio de Janeiro gegründet. Die Auswahl der Spieler erfolgte auf wöchentlicher Basis aus einem Pool, für den jeder Verein förderungswürdige Talente benennen konnte; die Zusammensetzung der Mannschaft variierte daher sehr stark von Spiel zu Spiel. Als weitere Besonderheit bestritt das U-22-Team ausschließlich Auswärtsspiele.
| Team                | Stadt                | Heimstadion                             |
| ------------------- | -------------------- | --------------------------------------- |
| Blaublitz Akita     | Akita, Akita         | Akita Bank Stadium                      |
| Fujieda MYFC        | Fujieda, Shizuoka    | Fujieda Sports Park Soccer Field        |
| Fukushima United FC | Fukushima, Fukushima | Toho Stadium                            |
| Gainare Tottori     | Tottori, Tottori     | Tottori Bank Bird Stadium               |
| Grulla Morioka      | Morioka, Iwate       | Morioka South Park Stadium              |
| Kataller Toyama     | Toyama, Toyama       | Toyama Athletic Recreation Park Stadium |
| FC Machida Zelvia   | Machida, Tokio       | Machida Municipal Athletic Stadium      |
| AC Nagano Parceiro  | Nagano, Nagano       | Minami-Nagano Sports Park Stadium       |
| Renofa Yamaguchi FC | Yamaguchi, Yamaguchi | Yamaguchi Restoration Park Stadium      |
| FC Ryūkyū           | Okinawa, Okinawa     | Okinawa General Athletic Stadium        |
| SC Sagamihara       | Sagamihara, Shiga    | Gion Stadium                            |
| YSCC Yokohama       | Yokohama, Kanagawa   | NHK Spring Mitsuzawa Football Stadium   |

## Trainer
| Verein                  | Cheftrainer                         |
| ----------------------- | ----------------------------------- |
| Grulla Morioka          | Naoki Naruo                         |
| Blaublitz Akita         | Shūichi Mase                        |
| Fukushima United FC     | Keisuke Kurihara                    |
| FC Machida Zelvia       | Naoki Sōma                          |
| YSCC Yokohama           | Kenji Arima                         |
| SC Sagamihara           | Keiju Karashima → Yoshika Matsubara |
| AC Nagano Parceiro      | Naohiko Minobe → Hajime Etō         |
| Kataller Toyama         | Yasuyuki Kishino → Shigeo Sawairi   |
| Fujieda MYFC            | Atsuto Ōishi                        |
| Gainare Tottori         | Masanobu Matsunami                  |
| Renofa Yamaguchi FC     | Nobuhiro Ueno                       |
| FC Ryukyu               | Norihiro Satsukawa                  |
| J.League U-22 Selection | Tsutomu Takahata                    |

## Spieler
| Verein                  | Spieler |
| ----------------------- | --- |
| Grulla Morioka          | Nobushige Tabata (13/0), Shōta Kimura (26/1), Ryōta Kobayashi (25/4), Yūsei Okada (33/1), Shun Tanaka (19/0), Ryūsei Morikawa (16/0), Yūki Abe (3/0), Kenta Matsuda (35/5), Akira Takase (18/1), Ken’ichi Tanimura (28/2), Kenzō Taniguchi (28/3), Jung Hoon-sung (14/1), Mitsuteru Kudō (12/1), Yūsuke Hayashi (22/5), Keisuke Matsumoto (12/1), Eijirō Mori (35/0), Takahiko Sumida (17/1), Yūma Takahashi (15/5), Shōta Koide (17/0), Jō Inoue (8/0), Takuji Yokoyama (18/0), Kōhei Doi (1/0), Sō Morita (28/0), Kōhei Yoshioka (8/1), Ko Kyung-te (1/0), Toshikazu Soya (9/1), Masato Hashimoto (4/0), Yoshihiro Masuko (25/3), Tokio Hatamoto (12/0), Takashi Saitō (8/0), Masahiro Ishikawa (3/0), Chikara Hanada (4/0), Yūgo Iiyama (1/0), Yūsaku Toyoshima (1/0) |
| Blaublitz Akita         | Colin Killoran (11/0), Kazuhito Esaki (26/1), Toshio Shimakawa (35/1), Shin’ya Hatta (1/0), Jumpei Saitō (13/0), Kyōhei Maeyama (36/10), Tatsuya Kumagai (34/3), Leonardo Moreira (16/2), Shingo Kumabayashi (12/0), Shintarō Hirai (21/2), Shōhei Shinzato (36/0), Kazuhiro Kawata (35/2), Takeshi Handa (14/0), Hirochika Miyoshi (17/3), Hayato Mine (29/2), Kenji Suzuki (2/0), Agustin Ortega (4/0), Keita Makiuchi (34/1), Takuya Matsumoto (36/0), Naoyuki Yamada (31/0), Kenta Kakimoto (9/1), Shō Satō (13/3), Takunosuke Funakawa (2/0), Rei Yonezawa (23/5), Kōhei Shimoda (34/0) |
| Fukushima United FC     | Ryōta Okada (36/2), Akihiro Noda (27/0), Kenta Togawa (14/2), Takashi Kamoshida (30/1), Hiroto Mogi (25/3), Kazuto Ishidō (35/4), Junki Yokono (26/1), Kim Kong-chyong (8/0), Kim Hong-yeon (24/6), Takahiro Ōhara (27/1), Takuto Hashimoto (35/1), Takuya Muraoka (23/1), Kōta Hoshi (28/1), Yūji Hoshi (35/5), Shōta Tamura (16/1), Naoki Maeda (3/1), Rodrigo (8/1), Akira Andō (27/1), Kento Sugino (11/0), Shōta Fukuoka (12/0), Keita Saitō (28/8), Kei Uemura (27/0), Tomoyasu Naitō (10/0) |
| FC Machida Zelvia       | Satoru Hoshino (24/1), Bae Dae-won (11/0), Tomohiro Taira (30/0), Kōta Fukatsu (34/1), Ri Han-jae (36/4), Keisuke Endō (19/0), Kōji Suzuki (31/12), Kōhei Tokita (28/1), Yūya Nakamura (16/0), Ryūto Ōtake (17/0), Yūta Inagaki (3/0), Shigeto Masuda (32/4), Takuya Kakine (1/0), Takafumi Suzuki (36/10), Taisuke Miyazaki (20/4), Ryōta Matsumoto (29/0), Junto Matsushita (11/0), Toshiyasu Takahara (36/0), Akira Toshima (17/3), Sabia (1/0), Kōta Morimura (18/2), Satoshi Kukino (35/6), Kentarō Shigematsu (36/3) |
| YSCC Yokohama           | Takuya Takahashi (36/0), Mitsuki Watanabe (17/0), Shūhei Shirai (2/0), Kōsuke Matsuda (33/1), Daiki Hattori (10/0), Hikaru Ozawa (34/0), Naomichi Hirama (15/3), Masato Yamazaki (16/1), Gōki Tomozawa (28/1), Akio Yoshida (36/4), Kazuma Inoue (23/2), Yūji Fujikawa (11/0), Kazuya Ōizumi (21/1), Kei Munechika (31/1), Yūsuke Miura (14/0), Kazuma Umenai (32/5), Masato Sasaki (10/0), Shō Aota (17/0), Keisuke Kurouji (7/0), Masaya Yamamoto (31/1), Shunta Nishiyama (7/0), Kentarō Gunji (3/0), Sōtarō Izumi (12/0), Yūmu Kudō (20/1), Takaki Tomozawa (13/1), Norimasa Nakanishi (20/0), Kyōga Nakamura (14/0), Osama Elsamni (14/2) |
| SC Sagamihara           | Tsuyoshi Satō (36/0), Kōta Amano (11/1), Yūsei Kudō (17/1), Takahisa Kitahara (10/0), Masataka Tamura (7/0), Mobi Fehr (27/0), Taira Inoue (33/8), Keita Sogabe (36/7), Leozinho (11/2), Naohiro Takahara (33/6), Hiroki Higuchi (31/11), Yōsuke Terada (17/0), Masatoshi Aki (16/2), Ryō Iida (19/3), Kōhei Hattori (18/3), Yūsuke Mori (20/0), Yūsuke Sudō (29/2), Toro (30/1), Mitsuteru Kudō (1/0), Kyōsuke Narita (24/4), Takuma Nagayoshi (11/0), Hiroki Ōmori (24/2), Yūki Kotani (22/1), Talles (14/4), Kenta Suzuki (15/0) |
| AC Nagano Parceiro      | Yūki Matsubara (32/1), Takahiro Ōshima (35/3), Takashi Uchino (33/1), Yoshitaka Ōhashi (22/0), Ren Sengoku (25/1), Yūki Satō (36/12), Tetsuya Kanno (17/2), Shunta Takahashi (23/3), Yūji Unozawa (25/1), Ryōta Doi (19/1), Yoshinori Katsumata (32/8), Sai Kanakubo (16/0), Ryō Nishiguchi (20/3), Kōta Sameshima (2/0), Shin’ichi Mukai (28/1), Yūta Tsunami (28/1), Kim Yeong-gi (1/0), Masahide Hiraoka (1/0), Kazuki Arinaga (36/4), Yūya Mitsunaga (2/0), Takaya Osanai (8/1), Park Kun (19/1), Teruyoshi Itō (3/0), Kengo Tanaka (35/0), Yūsuke Kondō (8/0), Kōhei Yamada (28/1) |
| Kataller Toyama         | Tatsumi Iida (13/0), Takuma Hidaka (23/2), Takahiro Kuniyoshi (35/2), Ryō Hiraide (32/2), Hiroki Tanaka (13/0), Daisuke Asahi (23/0), Yōhei Ōnishi (19/1), Takuya Kokeguchi (32/7), Taijirō Mori (24/1), Yōsuke Mikami (27/2), Rempei Uchida (30/2), Shunsuke Ōyama (15/0), Tomoya Nakanishi (26/6), Takuya Yoshikawa (16/0), Keisuke Kimoto (21/2), Naoto Yoshii (24/0), Yōsuke Ikehata (7/0), Kōji Ezumi (20/0), Lee Jae-won (3/0), Nobuyuki Shiina (4/0), Tomoki Muramatsu (15/1), Yoshiki Yamamoto (17/0), Junki Mawatari (16/2), Kenzō Nambu (2/0), Seiji Shindō (13/2), Kengo Nagai (4/0), Yūsei Kayanuma (6/1), Yūki Kitai (35/5) |
| Fujieda MYFC            | Park Il-gyu (33/0), Hiroki Narabayashi (32/0), Kazushi Uchida (8/0), Mitsuru Manshō (25/3), Daijirō Okuda (7/0), Masaya Satō (27/1), Takumi Hashimoto (26/1), Tsugutoshi Ōishi (30/14), Ken Hisatomi (35/3), Takahiro Tanio (4/1), Naoki Ogawa (19/2), Radoslaw Kaminski (8/0), Yūichirō Edamoto (35/2), Ryūji Mochizuki (25/0), Eiji Tomii (28/1), Ryōsuke Ochi (36/5), Takuya Sasagaki (17/1), Shun’ya Kamiya (1/0), Ryōji Mano (16/0), Shōgo Nakatsuru (6/0), Yūta Kutsukake (34/1), Takashi Soeda (8/0), Shōta Tajima (5/0), Takuya Mihashi (24/0), Kōki Nakamura (12/0), Kōhei Yoshioka (15/0), Tadayo Fukuō (23/0) |
| Gainare Tottori         | Takuya Sugimoto (36/0), Ryōsuke Kawanabe (27/1), Naoki Hatada (34/7), Fernandinho (14/5), Tomohiro Tanaka (36/3), Naoto Andō (35/5), Ryūji Hirota (32/5), Daiki Yamamoto (30/4), Tetsuya Koishi (32/0), Kazuaki Mawatari (31/2), Masato Nakayama (31/10), Taishin Morikawa (8/0), Ryōsuke Kakigi (32/0), Katsuhisa Inamori (29/1), Ryū Miyamoto (26/0), Masaya Nozaki (8/0), Yoshiyuki Okumura (8/1), Masamichi Hayashi (27/1), Masato Ishiwa (4/0), Takashi Akiyama (36/1), Masayoshi Takayanagi (3/0), Rikito Inoue (8/0), Taisei Isoe (1/0), Daichi Soga (2/0) |
| Renofa Yamaguchi FC     | Masafumi Miyagi (34/5), Yūki Kikumoto (8/0), Ryūta Koike (30/1), Wataru Ikenaga (16/0), Kyōhei Kuroki (33/0), Takaki Fukumitsu (35/19), Yatsunori Shimaya (36/16), Kazuhito Kishida (34/32), Yūya Torikai (35/8), Shō Matsumoto (10/0), Kazuki Kozuka (33/6), Kazuma Ikarino (3/0), Jun Ichimori (36/0), Takuto Haraguchi (19/2), Takuma Kuroda (4/0), Yūma Hiroki (27/0), Choi Ju-yong (9/0), Yūki Kagawa (22/0), Kōichi Maeda (10/0), Kenji Dai (17/1), Kiyohiro Hirabayashi (30/4), Yoshihiro Shōji (35/0) |
| FC Ryukyu               | Daiki Asada (34/1), Yūki Kawabe (29/1), Takahiro Urashima (35/2), Kōichi Maeda (19/0), Yūta Shimomura (5/0), Daichi Okumiya (32/0), Keita Tanaka (29/9), Keisuke Tanabe (32/2), Satoshi Nakayama (35/6), Yū Tomidokoro (36/3), Jumpei Obata (33/3), Ryōta Iwabuchi (32/4), Noritaka Fujisawa (26/3), Shōgo Matsuo (33/3), Ryōya Ueda (7/0), Taisuke Konno (33/0), Ryūji Saitō (27/3), Takashi Fujii (28/2), Yūta Togashi (9/0), Park Ri-ki (17/2), Kenji Tanaka (3/0) |
| J.League U-22 Selection | Ryōta Ōshima (1/0), Masatoshi Kushibiki (5/0), Ken Matsubara (1/0), Ryōta Tanabe (1/0), Kazuki Mine (5/1), Ryōsuke Yamanaka (4/0), Shūto Kōno (2/0), Taisuke Mizuno (1/0), Kazuki Satō (6/0), Takumi Kiyomoto (4/0), Takaaki Kinoshita (3/0), Ken Tajiri (5/0), Takaya Osanai (3/0), Daichi Sugimoto (1/0), Shō Satō (1/0), Shōta Sakaki (1/0), Kento Hashimoto (2/0), Keita Fujimura (3/0), Yukitoshi Itō (2/0), Takaharu Nishino (1/0), Takayuki Mae (1/0), Tatsuki Nara (7/1), Musashi Suzuki (2/0), Shō Kagami (1/0), Ryōsuke Maeda (1/0), Ayumi Niekawa (12/0), Daiki Kogure (1/0), Shōgo Nakahara (2/0), Yūto Nagasaka (4/0), Naoki Kawaguchi (2/0), Gakuto Notsuda (2/0), Takuya Iwanami (1/0), Tatsuya Wada (21/0), Daichi Akiyama (2/0), Hideyuki Nozawa (8/0), Takuya Kida (1/0), Shōya Nakajima (3/0), Yūta Toyokawa (3/0), Hideki Ishige (6/1), Hiroki Akino (3/0), Naomichi Ueda (2/0), Hiroto Nakagawa (1/0), Takuma Asano (1/0), Naoki Maeda (2/0), Junki Endō (2/0), Genki Yamada (4/0), Reo Mochizuki (12/0), Genta Miura (3/0), Tōru Takagiwa (3/0), Kei Koizumi (1/0), Yūto Mori (1/0), Shōta Kaneko (9/1), Masatoshi Ishida (7/1), Keisuke Ōyama (2/1), Ryōsuke Tamura (3/0), Tsuyoshi Miyaichi (3/0), Keita Ishii (8/1), Yōsuke Tashiro (1/0), Kōya Yuruki (16/1), Hiroyuki Mae (2/0), Yōsei Ōtsu (9/1), Daiki Yagishita (13/1), Fumitaka Kitatani (5/0), Shinnosuke Hatanaka (2/0), Naoki Ōtani (1/0), Eiji Shirai (10/0), Tasuku Hiraoka (11/2), Sōya Takahashi (10/0), Yōhei Takaoka (1/0), Gōson Sakai (1/0), Kazuya Miyahara (2/0), Shinnosuke Nakatani (7/0), Kenshin Yoshimaru (7/0), Ryūolivier Iwamoto (12/0), Masaya Okugawa (4/0), Takuma Mizutani (3/0), Yūma Suzuki (9/3), Takaya Inui (7/0), Natsuki Mugikura (5/0), Kōki Ōshima (12/1), Ryōsuke Shindō (14/2), Taiga Maekawa (2/0), Kōta Miyamoto (4/0), Ryōma Ishida (5/0), Masaki Sakamoto (1/0), Sō Hirao (9/0), Kazuma Takayama (14/0), Kōya Kitagawa (4/0), Yūki Ōnishi (3/0), Daichi Kamada (2/0), Yōsuke Ideguchi (8/1), Rikiya Uehara (6/0), Kō Matsubara (3/0), Masato Kojima (1/0), Kensei Nakashima (15/1), Rikiya Motegi (14/1), Shunsuke Motegi (1/0), Takuma Nishimura (14/1), Ryōya Ogawa (1/0), Hisashi Ōhashi (6/0), Shōta Saitō (8/0), Daisuke Sakai (8/0), Kō Itakura (2/0), Itsuki Urata (1/0), Yūta Nakayama (12/0), Kōji Miyoshi (8/1), Kōki Sugimori (11/5), Takahiro Kunimoto (3/0) |

## Statistiken

### Tabelle
| Pl.                    | Verein                  | Sp. | S  | U  | N  | Tore    | Diff. | Punkte |
| ---------------------- | ----------------------- | --- | -- | -- | -- | ------- | ----- | ------ |
| 1.                     | Renofa Yamaguchi FC (N) | 36  | 25 | 3  | 8  | 096:360 | +60   | 78     |
| 2.                     | FC Machida Zelvia       | 36  | 23 | 9  | 4  | 052:180 | +34   | 78     |
| 3.                     | AC Nagano Parceiro (R)  | 36  | 21 | 7  | 8  | 046:280 | +18   | 70     |
| 4.                     | SC Sagamihara           | 36  | 17 | 7  | 12 | 059:510 | +8    | 58     |
| 5.                     | Kataller Toyama (A)     | 36  | 14 | 10 | 12 | 037:360 | +1    | 52     |
| 6.                     | Gainare Tottori         | 36  | 14 | 8  | 14 | 047:410 | +6    | 50     |
| 7.                     | Fukushima United FC     | 36  | 13 | 10 | 13 | 042:480 | −6    | 49     |
| 8.                     | Blaublitz Akita         | 36  | 12 | 9  | 15 | 037:400 | −3    | 45     |
| 9.                     | FC Ryūkyū               | 36  | 12 | 9  | 15 | 045:510 | −6    | 45     |
| 10.                    | Fujieda MYFC            | 36  | 11 | 4  | 21 | 037:610 | −24   | 37     |
| 11.                    | Grulla Morioka          | 36  | 8  | 11 | 17 | 036:470 | −11   | 35     |
| 12.                    | J. League U-22 Auswahl  | 36  | 7  | 7  | 22 | 028:710 | −43   | 28     |
| 13.                    | YSCC Yokohama           | 36  | 7  | 6  | 23 | 024:580 | −34   | 27     |
| Stand: Ende der Saison |                         |     |    |    |    |         |       |        |

| (A) | Absteiger aus der J. League Division 2 2014: Kataller Toyama                |
| (R) | Verlierer der Relegation zur J. League Division 2 2015: AC Nagano Parceiro  |
| (N) | Neuling, Aufsteiger aus der Japan Football League 2014: Renofa Yamaguchi FC |

### Relegation
Der Vorletzte der J2 League 2015 spielte gegen den Vizemeister der J3 League 2015 in zwei Relegationsspielen um einen Platz in der J2 League 2016. Das Hinspiel fand am 29. November und das Rückspiel am 6. Dezember 2015 statt.
|              | Gesamt |                   | Hinspiel | Rückspiel |
| ------------ | ------ | ----------------- | -------- | --------- |
| Ōita Trinita | 1:3    | FC Machida Zelvia | 1:2      | 0:1       |